# Wenzel Pückler
Wenzel Pückler von Groditz (Wacław Poklar z Grodźca, XVI w.) – starszy brat Caspara Pücklera, pan na Szydłowcu Śląskim. W latach 1551–1556 starosta zamkowy w Niemodlinie z ramienia Izabeli Jagiellonki.